# Kalhovd
Kalhovd is een toeristenhut van Den Norske Turistforening (DNT) in de gemeente Tinn de provincie Telemark in het zuiden van Noorwegen.
De hut ligt bij het meer de Kalhovdfjord op 1100 meter boven zeeniveau op de hoogvlakte Hardangervidda. Er zijn verschillende wandelingen mogelijk.

## Externe links

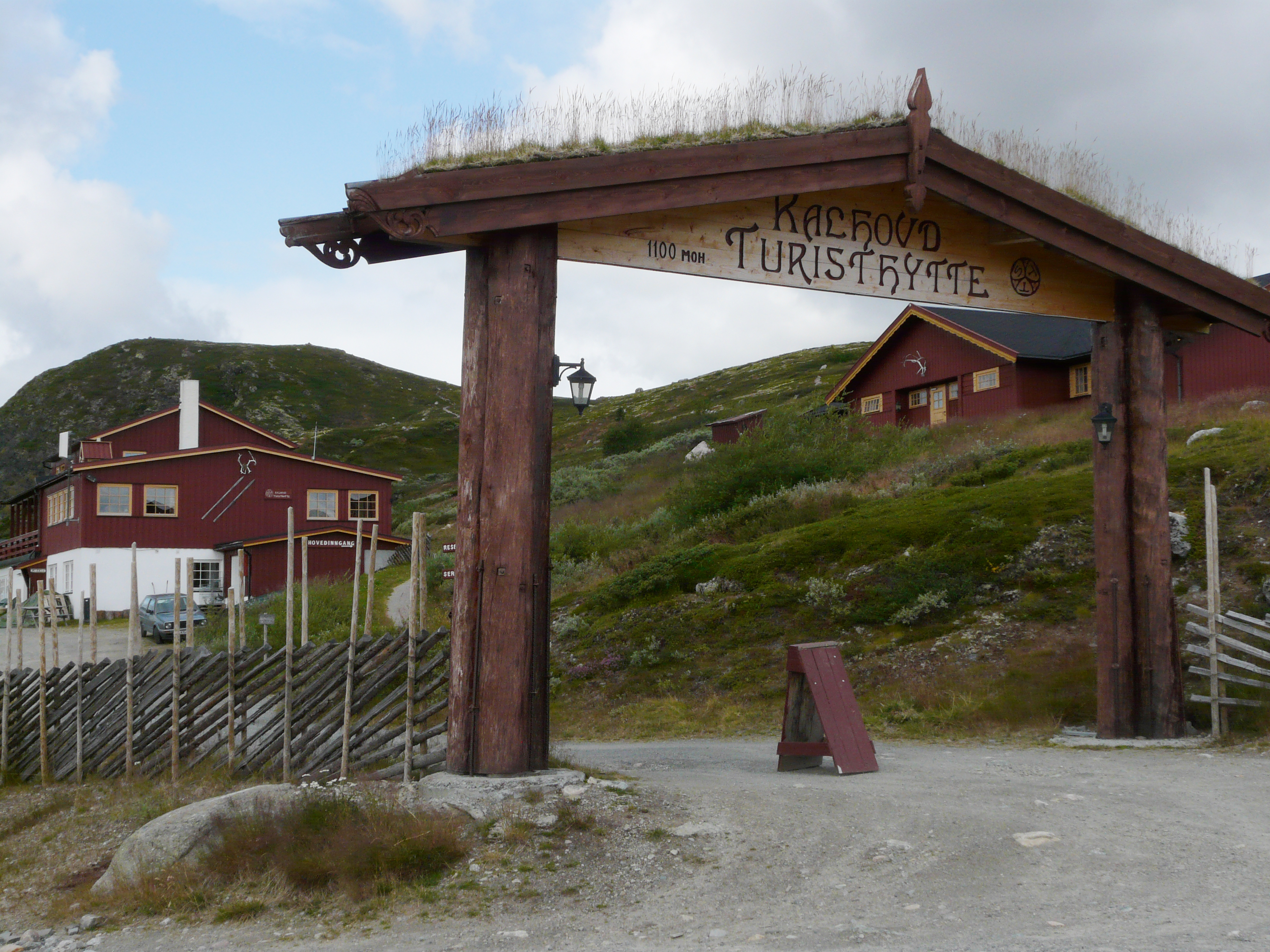
Ingang Kalhovd turisthytta